# Mémorial Pegasus
Mémorial Pegasus är ett museum till minne om 6th Airborne Division och dess aktioner i norra Frankrike i samband med landstigningen i Normandie från juni till september  1944. Det invigdes 4 juni 2000 av prins Charles och ligger på en ö mellan floden Orne och Caenkanalen, intill krigskyrkogården i Ranville. 
År 1974 inreddes ett museum över de luftburna styrkorna i ett hus intill Café Gondrée och samlingarna flyttades senare till Mémorial Pegasus. Inomhusutställningen består av dioraman och en mängd föremål, uniformer och vapen, dokument och fotografier från aktionerna.
I den 1,5 hektar stora parken, som omger museet, finns olika militärfordon och vapen som användes under aktionerna samt en kopia av ett av de 
Horsaglidflygplan 
som landade vid Pegasus Bridge samt den originala bron.

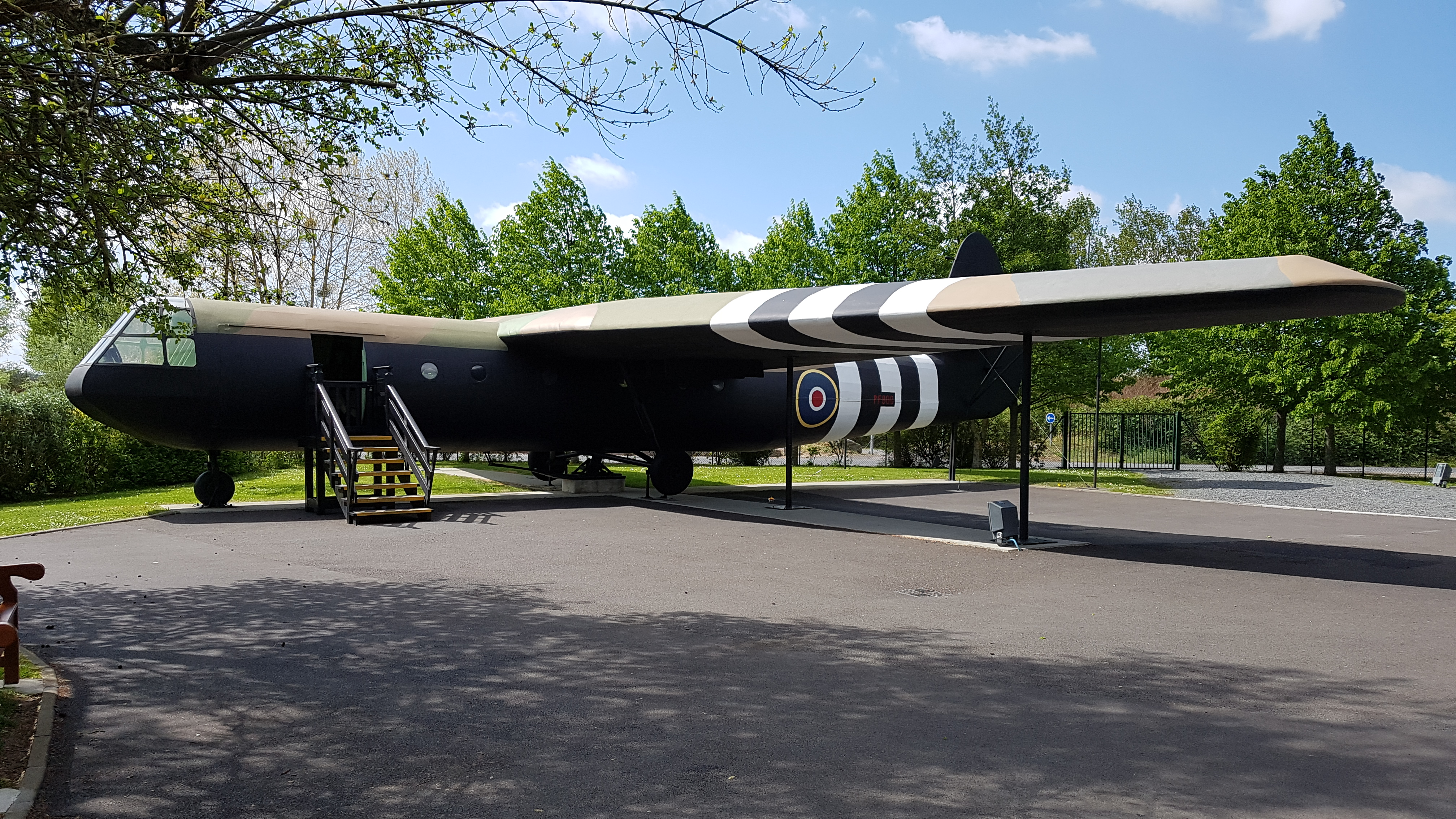
Replika av Airspeed Horsa.

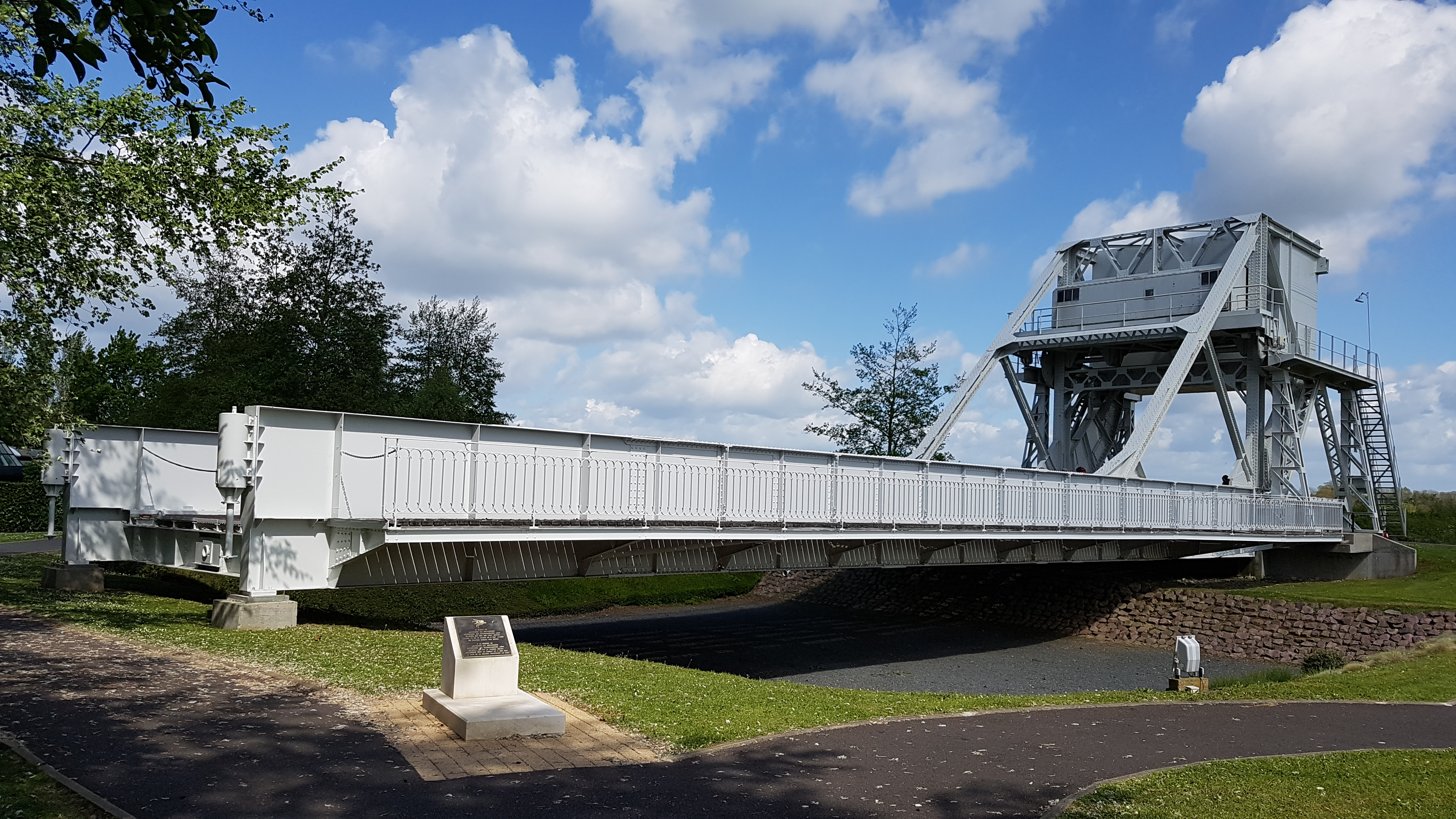
Den originala Pegasus Bridge.